# みっくすっ。
みっくすっ。は朝日放送ラジオ（ABCラジオ）で2024年10月1日（9月30日深夜）から放送開始のラジオの生ワイドのレーベル枠。

## 概要
この番組では、朝日放送ラジオと映像配信サービスの一つである『OPENREC.tv』と連携を取り、様々な分野のパーソナリティが届ける「何が起こるかわからない」バラエティ番組で、未明の時間帯の「ファンコミュニティラジオ」も展開していくものである。
朝日放送ラジオにて平日未明1時台に生番組が編成されるのは、『with you』の終了以来3年ぶりのことである。これに伴い、当該時間帯に放送されていた自社制作または在京キー局制作の録音番組については、放送枠移動の措置を講じる。

## 放送時間
- 火曜-金曜 1:00-2:00（月曜-木曜深夜）

## パーソナリティ
放送上のタイトルは『みっくす。○曜日（放送上の曜日）・○○（パーソナリティー名）の○○（曜日別テーマタイトル）』となっている。
| 担当期間                   | 火曜未明（月曜）            | 水曜未明（火曜）                             | 木曜未明（水曜）        | 金曜未明（木曜）           |
| -------------------------- | --------------------------- | -------------------------------------------- | ----------------------- | -------------------------- |
| 2024年9月30日-2025年1月1日 | ぺこぱぺこぱのチアポンポン! | ゆいちゃみゆいちゃみの世界救っちゃいまーす   | ≠MEノイミーステーション | BLDBLDのBon!Bon!Bon!       |
| 2025年1月8日-2025年6月27日 | ぺこぱぺこぱのチアポンポン! | 末吉9太郎末吉9太郎の「推しと繋がれるラジオ」 | ≠MEノイミーステーション | BLDBLDのBon!Bon!Bon!       |
| 2025年7月1日-              | ぺこぱぺこぱのチアポンポン! | 長野凌大長野凌大のKid World                  | ≠MEノイミーステーション | 鳥越裕貴鳥越裕貴のぴちぱち |